# David Rowe
David John "Dave" Rowe (nascido em 2 de março de 1944) é um ex-ciclista britânico. Em Munique 1972 alcançou a décima posição dos 2.000 metros na prova de velocidade representando as cores do Reino Unido.